# Manuel Martínez Báez
Manuel Martínez Báez (Morelia, Michoacán, 26 de septiembre de 1894 - Ciudad de México, 19 de enero de 1987) fue un médico patólogo, escritor y académico mexicano.

## Estudios y docencia
Realizó sus estudios en el Colegio de San Nicolás y en la Escuela de Medicina de Michoacán, en donde obtuvo su título en enero de 1916. Fue profesor de anatomía patológica, de patología general y de clínica médica en su alma mater. Se trasladó a la Ciudad de México e impartió clínica médica en la Universidad Nacional de México.
Viajó a Europa para continuar sus estudios de posgrado en el Instituto de Parasitología de la Universidad de París, en el Instituto de Enfermedades e Higiene Tropicales de Hamburgo, estudió malariología en el Instituto Antipalúdico de Navalmoral de la Mata de España, así como en la Estación Experimental para la Lucha Antimalárica de Roma. Realizó estudios de histología en el Hospital Saint Louis de París y de anatomía patológica en el laboratorio de histopatología del doctor Pío del Río Hortega, en Madrid.

## Académico e investigador
Fue miembro de la Academia Nacional de Medicina y presidente de la misma de 1940 a 1942. Representó a México como delegado permanente en la Unesco y fue presidente del Consejo Directivo de la organización. En 1946, el Consejo Económico y Social de las Naciones Unidas lo nombró miembro del Comité de Expertos, y participó así en la creación de la Organización Mundial de la Salud (OMS), de la cual llegó a ser vicepresidente.
Fue miembro de la Sociedad Mexicana de Higiene, de la Sociedad Mexicana de Historia Natural y miembro honorario de la Academia de Medicina de Nueva York. Ingresó a El Colegio Nacional el 7 de marzo de 1955, donde su discurso fue contestado por el doctor Ignacio González Guzmán.

## Aportaciones
Escribió y publicó artículos de divulgación en temas de parasitología durante las décadas de 1950 y 1960. Investigó la oncocercosis y la helmintiasis endémica en la zona sur de México y zona norte de América Central, y sus investigaciones dieron un mayor conocimiento del parásito que provoca la oncocercosis y la forma para combatirlo. En el período presidencial del general Lázaro Cárdenas colaboró para el Instituto de Salubridad y Enfermedades Tropicales (ISET), del cual fue director y cuyo nombre fue cambiado por el de Instituto Nacional de Diagnóstico y Referencia Epidemiológica "Manuel Martínez Báez", en su honor.
Los avances del entendimiento de las enfermedades tropicales se basan, en gran medida, en los estudios realizados por el doctor Martínez Báez, los cuales incluyen también los aspectos sociales, económicos y culturales. Fue, así pues, un pionero e impulsor en el desarrollo de la medicina tropical.

## Premios y distinciones
- Doctor honoris causa por la Universidad Michoacana de San Nicolás de Hidalgo.
- Medalla Eduardo Liceaga otorgada por la Secretaría de Salubridad y Asistencia de México.
- Medalla al Mérito Sanitario otorgada por la Sociedad Mexicana de Salud Pública.

## Publicaciones y fallecimiento
Publicó aproximadamente 100 artículos de divulgación e investigación sobre salud pública, parasitología y anatomía patológica, y entre sus libros se encuentran:
- El libro de la madre mexicana (1933)
- Manual de parasitología médica (1953)
- Cajal, biólogo (1958)
- Factores económicos, culturales y sociales en la génesis de las enfermedades tropicales (1969)
- Pasteur, vida y obra (1976)
- La vida maravillosa de los insectos (1982)

En 1979 sufrió un accidente vascular cerebral. No obstante, escribió su último libro en 1982. Murió el 19 de enero de 1987.